# FEB Eredivisie 1969-1970
La FEB Eredivisie 1969-1970 è stata la 25ª edizione del massimo campionato olandese di pallacanestro maschile. La vittoria finale è stata ad appannaggio del Blue Stars.

## Risultati

### Stagione regolare
|     | Squadra              | G  | V | P | PF | PS | Pt. | Qualificazione |
| --- | -------------------- | -- | - | - | -- | -- | --- | -------------- |
| 1.  | Blue Stars           | 22 |   |   |    |    |     |                |
| 2.  | Rotterdam-Zuid       | 22 |   |   |    |    |     |                |
| 3.  | Flamingo's Haarlem   | 22 |   |   |    |    |     |                |
| 4.  | Punch Delft          | 22 |   |   |    |    |     |                |
| 5.  | Leida                | 22 |   |   |    |    |     |                |
| 6.  | SVE Utrecht          | 22 |   |   |    |    |     |                |
| 7.  | Landlust Amsterdam   | 22 |   |   |    |    |     |                |
| 8.  | Suvrikri Den Haag    | 22 |   |   |    |    |     |                |
| 9.  | DED Amsterdam        | 22 |   |   |    |    |     |                |
| 10. | Agon Amsterdam       | 22 |   |   |    |    |     |                |
| 11. | Haarlem Cardinals    | 22 |   |   |    |    |     | retrocesse     |
| 12. | Wilskracht Amsterdam | 22 |   |   |    |    |     | retrocesse     |

| FEB Eredivisie 1969-1970 |
| ------------------------ |
| Blue Stars 2º titolo     |

## Formazione vincitrice
| N° | Naz.                   | Ruolo | Sportivo |  | Alt. |  |
| -- | ---------------------- | ----- | -------- |  | ---- |  |
|    | Paesi Bassi (bandiera) |       | Ton Boot |  | 186  |  |